# Marcella Alsan
Marcella Alsan ist eine US-amerikanische Medizinökonomin.

## Werdegang, Forschung und Lehre
Alsan schloss 1999 ihr Studium der Kognitiven Neurowissenschaft mit dem Grad eines Bachelors am Harvard College der Harvard University ab, 2005 graduierte sie einerseits mit einem Master of Public Health an der Harvard T.H. Chan School of Public Health der Universität sowie als MD an der Loyola University. 2012 beendete sie ihr Ph.D.-Studium in Wirtschaftswissenschaft an der Harvard University.
2013 trat Alsan eine Stelle als Assistant Professor für Medizin an der Stanford University an, 2018 stieg sie an der Hochschule zur Associate Professor auf. 2019 wurde sie an der Harvard Kennedy School zur ordentlichen Professorin berufen, 2023 übernahm sie den Angelopoulos-Lehrstuhl für Public Policy in Harvard.
Alsan beschäftigt sich im Rahmen ihrer Arbeiten mit den wirtschaftlichen Aspekten der gesundheitlichen Ungleichheit sowohl bezüglich der Vereinigten Staaten als auch global. 2019 gehörte sie zu den Mitbegründerinnen und Mitdirektorinnen des Health Inequality Lab, dass sich universitätsübergreifend mit entsprechenden Fragestellungen auseinandersetzen soll.
Alsan war zwischen 2020 und 2022 Mitherausgeberin der Fachzeitschrift Science sowie zwischen 2022 und 2023 des American Economic Journal: Economic Policy.
2019 erhielt Alsan zusammen mit Marianne Wanamaker für den gemeinsamen Artikel „Tuskegee and the Health of Black Men“, der sich mit den Ergebnissen und Maßnahmen in Folge der Tuskegee-Syphilis-Studie auseinandersetzt, den Arrow-Preis. 2025 erhielt sie mit ihren Co-Autoren für „Representation and extrapolation: evidence from clinical trials“ erneut den Arrow-Preis. 2021 wurde sie mit einer MacArthur Fellowship ausgezeichnet. 2022 wurde sie in die National Academy of Medicine aufgenommen.